# 퍼펙트 월드 (영화)
《퍼펙트 월드》(A Perfect World)는 1993년에 공개된 클린트 이스트우드가 감독을 맡은 범죄 드라마 로드 무비 영화이며, 어린 소년 (T.J. 로우더)과 친구가 되어, 함께 로드 트립을 하게 되는 탈옥수 역으로 케빈 코스트너가 출연했다. 이스트우드는 탈옥수를 쫓는 텍사스 레인저 역으로 함께 출연했다.

## 출연
- 케빈 코스트너 - 로버트 "부치" 헤인스
- 클린트 이스트우드 - 국장 "레드" 가넷
- 로라 던 - 샐리 거버
- T.J. 로우더 - 필립 "버즈" 페리
- 키스 샤라바이카 - 테리 퓨
- 리오 버미스터 - 톰 애들러
- 폴 휴위트 - 딕 서틀
- 브래들리 휫퍼드 - 바비 리
- 레이 매키넌 - 브래들리
- 메리 앨리스 - 로티
- 웨인 디하트 - 맥
- 린다 하트 - 아이린
- 케머런 핀리 - 밥 필더 주니어
- 길 글래스고 - 피트
- 마르코 페렐라 - 주 경찰관

## 우리말 녹음
SBS 성우진 (1996년 5월 12일)
- 양지운 - 부치 헤인즈 (케빈 코스트너)
- 송두석 - 레드 가넷 (클린트 이스트우드)
- 서혜정 - 샐리 (로라 던)
- 강연숙
- 김용식
- 성선녀
- 이향숙
- 박신영
- 이윤선
- 이종구
- 김동현
- 박상훈
- 박홍식
- 조미란
- 손선근